# 皮鲁兹·迪兰奇
皮鲁兹·迪兰奇（1965年5月—，出生名为阿里·伊斯玛仪尔菲鲁兹）生于伊朗德黑兰，伊朗阿塞拜疆分离主义领袖，诗人及作家，著有以阿塞拜疆语及波斯语写成的共八本书。